# Bariki (Kellé)
Bariki ist ein Weiler in der Landgemeinde Kellé in Niger.

## Geographie
Der Weiler liegt rund neun Kilometer östlich des Hauptorts Kellé der gleichnamigen Landgemeinde, die zum Departement Gouré in der Region Zinder gehört. Eine Siedlung in der näheren Umgebung von Bariki ist Kaoutchouloum im Norden.
Bariki ist Teil der Übergangszone zwischen Sahara und Sahel. Die durchschnittliche jährliche Niederschlagsmenge beträgt hier zwischen 200 und 300 mm. Beim Weiler erstreckt sich das 250 Hektar große Waldschutzgebiet Forêt classée de Bariki. Die Unterschutzstellung dieses Kautschukbaum-Hains erfolgte am 15. Juli 1976. Der Wald ist in einem schlechten Zustand und weist nur noch wenige baumbestandene Flächen auf.

## Bevölkerung
Bei der Volkszählung 2012 hatte Bariki 153 Einwohner, die in 25 Haushalten lebten. Bei der Volkszählung 2001 betrug die Einwohnerzahl 121 in 25 Haushalten.
Die Bevölkerungsdichte in diesem Gebiet ist gering und liegt bei unter 10 Einwohnern je Quadratkilometer.

## Wirtschaft und Infrastruktur
Die Siedlung liegt in einem Gebiet der Naturweidewirtschaft, wobei vor allem die Rinder- und Schafzucht wirtschaftlich bedeutend sind.